# CS/LR4
CS/LR4,также известная как NSG-1,  — снайперская винтовка с продольно-скользящим затвором, разработанная и производимая китайской компанией Norinco. Оружие использует высокоточный патрон CS/DFL3 (7,62×51 мм) и оснащена свободно колеблющимся стволом, повышающим точность. Винтовка также принимает другие патроны типа .308 Winchester. 
CS/LR4 называют «Снайперской системой», потому что она состоит не только из винтовки, но и из специальных оптических прицелов, специально разработанных боеприпасов, бинокля для баллистического расчета/дальномера и других аксессуаров. 

## Конструкция
Винтовка CS/LR4 является преемником снайперской винтовки JS 7.62, разработанной корпорацией Jianshe Industries (Group) в Чунцине в 2003 году. Разработка CS/LR4 началась примерно в 2008 году. Снайперская система была принята на вооружение Народной вооруженной полиции примерно в 2012 году. Оружие не имеет официального военного обозначения в Народно-освободительной армии и ограниченно применяется силами специального назначения. 
CS/LR4 во многом похож на винтовку CS/LR3 (QBU-141) под патрон 5,8×42 мм но со стволом под патрон 7,62×51 мм. Оружие представляет из себя винтовку с продольно-скользящим поворотным затвором и имеет свободно колеблющийся ствол. Фиксированный приклад изготовлен из полимера, с полностью регулируемым (сверху вниз и спереди назад) затыльником, упором для щеки и встроенным моноподом. небольшой сегмент спланкой Пикатинни установлен в верхней части окна выброса гильз, а другой сегмент установлен в верхней части ствола для тепловизионного/ночного прицела. Планка Пикатинни поддерживается цевьем, не касаясь ствола, таким образом сохраняется точность, обеспечиваемая свободно колеблющимся стволом. CS/LR4 имеет двухступенчатый спусковой крючок для обеспечения точной стрельбы, а усилие тяги можно настроить в диапазоне от 8 Н до 15 Н.  Точность составляет 1 МОА на 600 м. 
Ассортимент прицельного приспособления системы CS/LR4 включает дневной прицел CS/OS15 (8x-32x), дневной прицел CS/OS20A (4x-15x) и приборы ночного видения.

### CS/LR4A

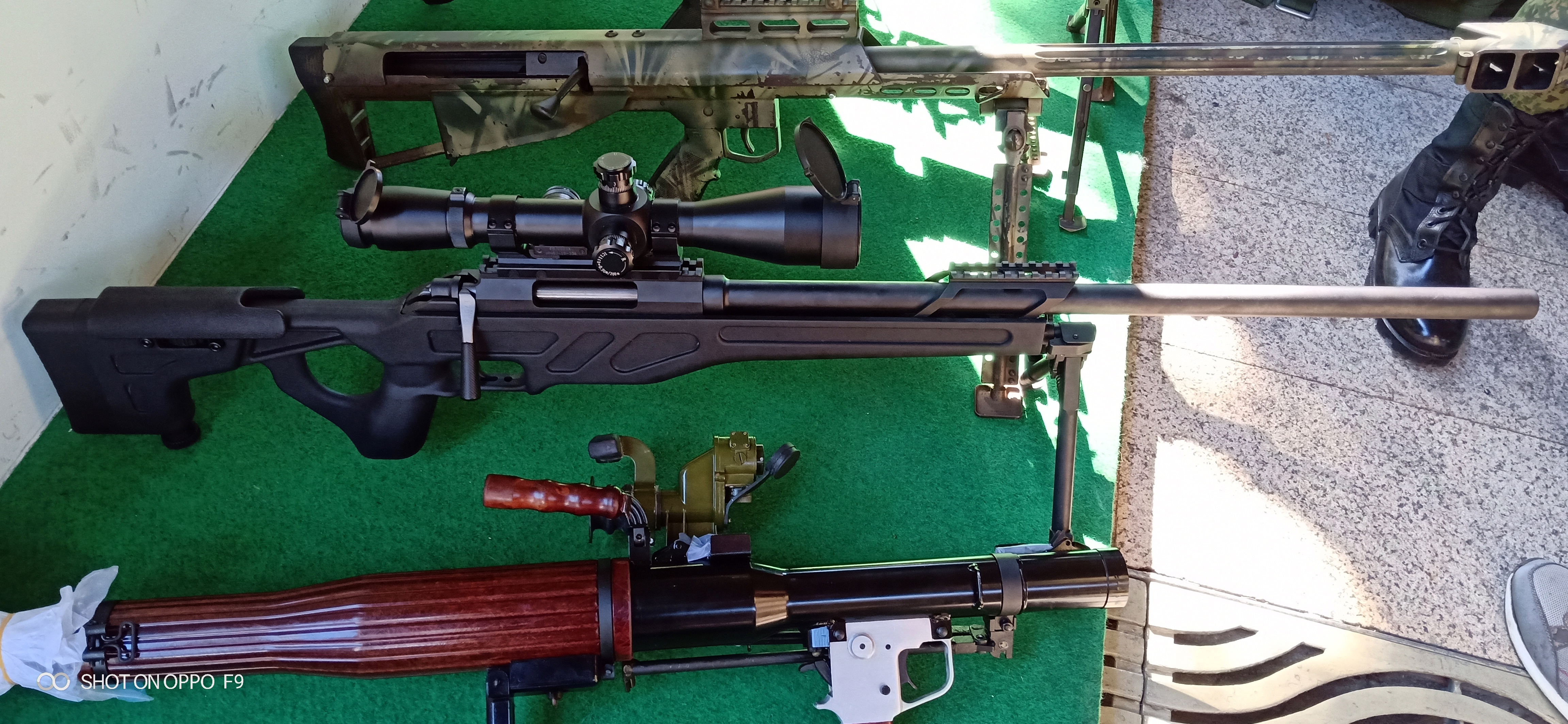
CS/LR4A представлен на караване, посвященном 122-й годовщине филиппинской армии.

CS/LR4A — это улучшенный вариант CS/LR4. Новый вариант имеет удлиненный ствол с длинной в 687,8 мм. Прицел CS/OS15 (8x-32x) улучшен за счет более широкого поля зрения. Также представлен новый прицел с улучшенной эргономикой и меньшей кратностью увеличения (4x-15x) под названием CS/OS20.

### CS/LR35
CS/LR35 является дальнейшим развитием CS/LR4. Доступен в двух версиях под патроны 7,62×51 мм NATO или 8,6×70 мм Lapua Magnum. Улучшения включают усиленный материал для ствола, легкий корпус винтовки, полностью регулируемый складной приклад и высокоточный патрон CS/DEL3A. Вес меньше 6 кг. Заявленная точность составляет ≤0,5 МОА на 100м, ≤0,75МОА на 300м и ≤1MOA на 800м.
Вариант винтовки под патрон 8,6×70 мм можно отличить по немного более длинному стволу с цевьем, имеющим всего четыре вентиляционных отверстия, тогда как вариант под патрон 7,62 имеет семь отверстий меньшего размера. Производитель утверждает, что с боеприпасами 8,6 × 70 мм оружие имеет точность в менее 1 МОА на дальности в 1200м.
На военной службе Китая вариант CS/LR35 под патрон 8,6×70мм получил обозначение QBU-202, а его прицел - оптика с переменным увеличением QMK-201. Вариант под 7,62×51 мм получил обозначение QBU-203, а его прицел - QMK-201A.

## Страны-эксплуатанты
- Китай:
  - Народная вооружённая полиция, Силы специального назначения НОАК - CS/LR4,[11] CS/LR4A.[5]
  - Сухопутные войска - QBU-202, QBU-203.[12]
- Филиппины: Филиппинская армия - CS/LR4A.[13][14]
- Венесуэла: Морская пехота - CS/LR4[15]